# Горличка довгохвоста
Горличка довгохвоста (Uropelia campestris) — вид голубоподібних птахів родини голубових (Columbidae). Мешкає в Бразилії і Болівії. Це єдиний представник монотипового роду Довгохвоста горличка (Uropelia).

## Опис

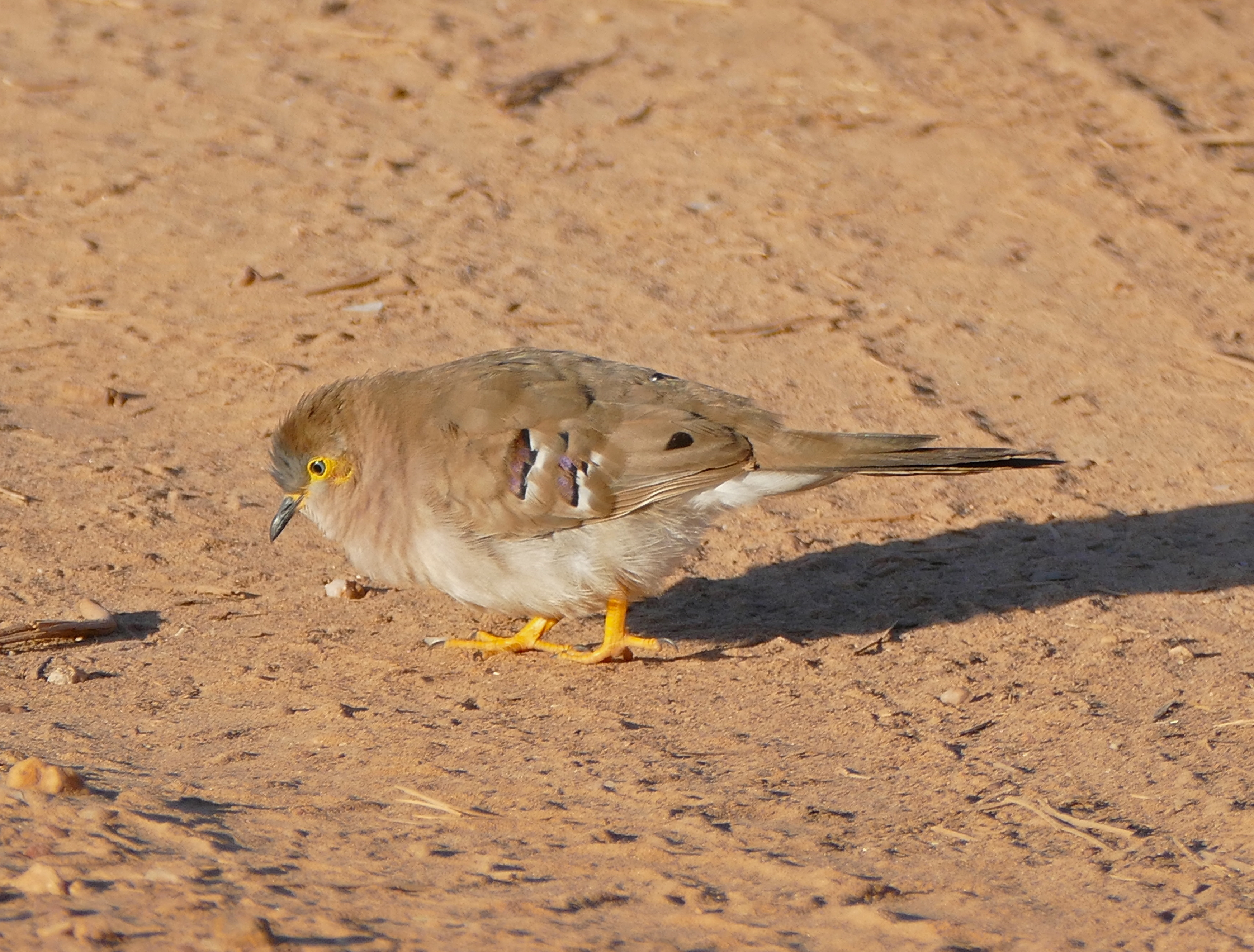
Довгохвоста горличка

Довжина птаха становить 15,7-17.7 см. У самців лоб і тім'я сизувато-сірі, верхня частина тіла коричнева, задня частина шиї має рожевуватий відтінок. На крилах є дві райдужні пурпурові смуги і ряд великих пурпурово-чорних плям. Горло і груди рожевувато-лілові, живіт білий. Хвіст довгий. центральні стернові пера коричневі, крайні стернові пера чорні з білими кінчиками. Очі сірі або блакитні, навколо очей кільця голої жовтої або оранжевої шкіри. У самиць плями навколо очей блідіші, ніж у самців, нижня частина тіла у них блідо-рожеві, задня частина шиї і плечі оливково-коричневі, решта верхньої частини тіла попелясто-сіра. Молоді птахи мають більш тьмяне, сірувато-коричневе забарвлення, смуги і плями на крилах у них каштанові і охристі.

## Поширення і екологія
Довгохвості горлички мешкають в Центральній Бразилії і Болівії. Вони живуть на сезонно вологих луках, в саванах серрадо, на узліссях тропічних лісів, в парках і садах, часто поблизу водойм. Зустрічаються парами або невеликими зграйками, на висоті до 1100 м над рівнем моря. Живляться насінням, яке шукають на землі.